# Bromelia hieronymi
Espèce
Classification phylogénétique
Bromelia hieronymi est une espèce de plantes à fleurs de la famille des Bromeliaceae. C'est une plante tropicale originaire d'Amérique du Sud.

## Distribution
L'espèce se rencontre en Argentine, en Bolivie et au Paraguay.

## Description
L'espèce est hémicryptophyte.